# Едіт Маркес
Едіт Маркес (ісп. Edith Márquez Landa; нар. 27 січня 1973, Пуебла, Мексика) — мексиканська співачка.

## Дискографія
- Timbiriche VIII & IX (1987)
- Timbiriche 10 (1990)
- Frente a Ti (1998)
- Caricias del Cielo (2000)
- Extravíate (2001)
- ¿Quién Te Cantará? (2003)
- Cuando Grita La Piel (2005)
- Memorias del Corazón (2007)
- Pasiones de Cabaret (2008)
- En Concierto desde el Metropólitan (2008)
- Duele (2009)
- Amar No ES Suficiente (2011)
- Mi Sueño Mi Fantasía (2012)
- Emociones (2013)
- Contigo (2018)

## Вибрана фільмографія
| Рік       |   | Українська назва                 | Оригінальна назва            | Роль                |
| --------- | - | -------------------------------- | ---------------------------- | ------------------- |
| 1994—1995 | с | Рожеві шнурки                    | Agujetas de color de rosa    | Едіт дель Кастільйо |
| 1997      | с | Жінка, випадки з реального життя | Mujer, casos de la vida real | 1 епізод            |
| 1998—1999 | с | Привілей кохати                  | El privilegio de amar        | Лусіана в молодості |
| 2009      | с | Завтра – це назавжди             | Mañana es para siempre       | Хульєта Сотомайор   |